# Alacranes de Durango
El Club de Fútbol Alacranes de Durango es un equipo de fútbol mexicano que forma parte de la Serie A de la Segunda División de México; Tiene sede en la ciudad de Durango, Durango. Fue fundado el 23 de agosto de 1997 como Camioneros de Durango, en la Segunda División de México, posteriormente el equipo pasaría a llamarse Alacranes de Durango, su propietario es el Gobierno del Estado de Durango. El club ostenta el récord mexicano como el equipo con mayor tiempo como invicto en casa.

## Historia

### Nacen los Alacranes
En 1997, el gobierno de Cancún, Quintana Roo vio que su gente no respondía al esfuerzo de su ayuntamiento y por ello cedió la franquicia de Serpientes de Cancún a la ciudad de Durango, se vino el entrenador Mario Pérez Guadarrama, con plena autorización del gobernador Maximiliano Silerio Esparza, los Alacranes, ya con su uniforme verde y blanco reaparecieron en la temporada 1997, con entusiasta respuesta de parte de los aficionados que por muchos años soportaron el ayuno del fútbol interrumpido de vez en cuando por la presencia de clubes como Club América, Club Guadalajara, Club Santos Laguna, los cuales elegían en sus pretemporadas a Durango para partidos amistosos.

### El ascenso
Dos fueron los intentos fallidos para lograr el ascenso a la Primera División 'A' de México, sin embargo el invierno de 1998 y el verano de 1999, Alacranes logra salir campeón ante Potros Zitácuaro (1-0) y Club Deportivo Marte (4-3) respectivamente, logrando un bicampeonato y colocando a Durango en la Primera "A" el siguiente torneo.

### Venta del club
En un comunicado emitido por la directiva de los Alacranes de Durango, se informó que el primer equipo dejaría de participar en la Liga de Ascenso para el próximo torneo y la franquicia pasaría a la FMF la que se encargaría de definir su destino.
La decisión se debió a la difícil situación económica que enfrentaba la promotora que administraba al club y que no permitiría seguir sosteniendo al equipo, dado que rara vez ganaban algo y no tenían nivel de juego.
"Se seguirá trabajando con más intensidad en el equipo de la segunda división y en fuerzas básicas a través de un modelo integral de formación deportiva que involucrará a las instituciones educativas y a las ligas amateur. Respecto a los jugadores que pertenecen a Alacranes, se registrarán en el próximo Régimen de Transferencias para el caso de que algún equipo se interese en sus servicios."
Este es el primer anuncio formal que se hizo respecto a desaparición del equipo.
"El equipo mayor de fútbol Alacranes de Durango, dejará de participar en la Liga de Ascenso de la Federación Mexicana de Fútbol, derivado de la difícil situación económica que enfrenta la Promotora para el Desarrollo de este Club, pero se fortalecerá los conjuntos de segunda división y fuerzas básicas", informó el Doctor Sergio Ávila Rodríguez, presidente de esta asociación civil.
“El equipo de la Liga de ascenso cierra su ciclo en Durango, y lo que viene es un trabajo intenso para estimular la formación de niños y jóvenes, que representan el nuevo talento del fútbol duranguense”, apuntó.
En ese sentido, precisó que se fortalecerían los equipos de la Segunda División Profesional y fuerzas básicas, a través de un modelo integral de formación deportiva que involucrará a las instituciones educativas y a las ligas amateur.
Destacó que a fin de garantizar la transferencia de los derechos del certificado de afiliación de la Liga de Ascenso, en las condiciones más competitivas, en un marco de transparencia y con apego a la normatividad, el equipo mayor del Club Alacranes había sido absorbido por la FMF.
De esta manera, “La Federación será la encargada de realizar el proceso de venta del equipo, en apego a las normativas de este organismo”, apuntó Ávila Rodríguez.
La transferencia de certificado de afiliación del equipo a la Federación, se realizó en un proceso donde están garantizados el cumplimiento de las obligaciones contractuales y laborales convenidas por la Promotora, indicó.
Señaló que en el caso del inventario de jugadores pertenecientes a esta Promotora, se solicitó que se registraran con anticipación en el próximo régimen de transferencia, que se celebró el 8 de junio en la Playa del Carmen, Quintana Roo, “con el propósito de brindarles nuestro apoyo, en caso de que un equipo requiera de sus servicios profesionales”, enfatizó.
El presidente de la Promotora, manifestó que con esta nueva etapa del fútbol profesional en Durango, se potenciaría el trabajo deportivo y social del equipo de segunda división profesional de ascenso de nuevos talentos, y además se fortalecería el desarrollo de las fuerzas básicas.
En este nuevo replanteamiento futbolístico, se tomaría en cuenta a las instituciones educativas, con el objetivo de realizar visorias y seleccionar a los mejores prospectos que pudieran integrarse a los equipos representativos de la Promotora.

### Nueva liga

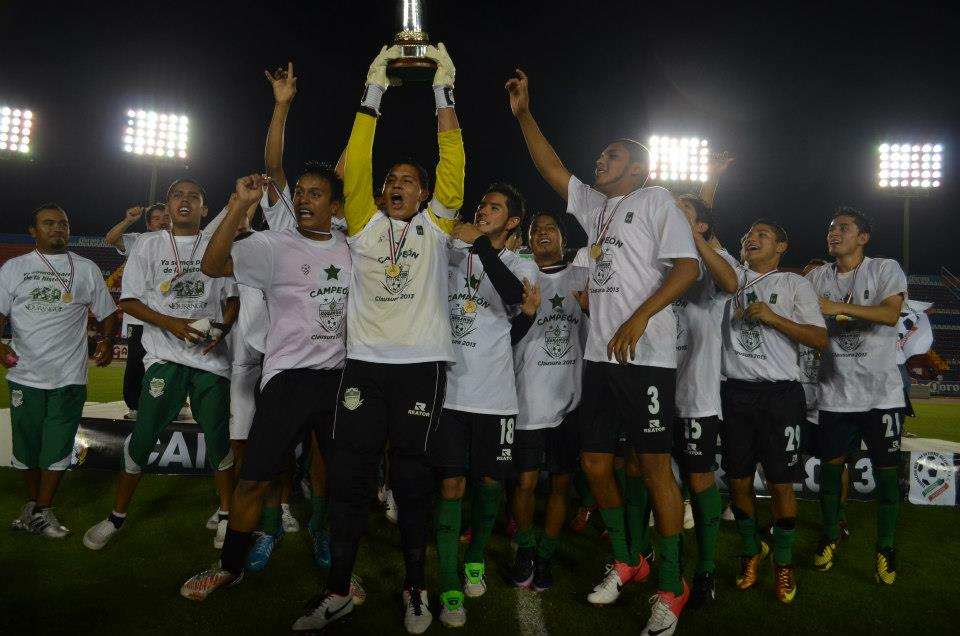
Campeones en Cancún, Quintana Roo del Clausura 2013.

Tras la venta del equipo "mayor", Durango se quedó con sus fuerzas básicas, los cuales juegan en torneos locales y nacionales. Las fuerzas básicas se convirtieron en el equipo principal de la ciudad y estaban colocados en la Liga Nuevos Talentos de la Segunda División de México hasta el torneo del Clausura 2013, donde los arácnidos, dirigidos por el exjugador de los Alacranes, Jorge "Huevo" Sosa, lograron el campeonato y su derecho de jugar un último partido contra los Académicos de Atlas, quienes fueron los campeones del torneo Apertura 2012.
Con una desventaja para Durango de 4-2 en el Estadio Jalisco, viajaron a casa en donde solo lograron empatar 1-1. Con un Estadio Francisco Zarco lleno pero triste al ver a su equipo derrotado se empezó a vaciar. A unos 10 minutos de que se acabara el juego, con jugadores cansados y un público despechado, se da la noticia de que Alacranes ganaría el ascenso a la por reglamento, ya que Atlas contaba con una franquicia en la Liga Premier de Ascenso.
El equipo consiguió así el ascenso a la Liga Premier de Ascenso, hoy Serie A de México, en la cual se mantuvo desde el Apertura 2013 hasta el Clausura 2022.

#### Campeonato de Serie A de 2021
En el Apertura 2021 los Alacranes se clasificaron a la liguilla con 31 puntos, eliminando en las etapas de cuartos de final y semifinales a los clubes Saltillo F. C. y Mazorqueros F. C., con lo que accedió a la final por el título. En el partido de ida, el equipo de Durango se impuso por 1-0 al Inter Playa del Carmen por un gol conducto del delantero Brandon Rosas, mientras que en la vuelta los Alacranes igualaron a cero goles con el club playense, por lo que de esta forma se consiguió el tercer título de la Segunda División para la institución.

#### Récord sin derrotas en casa
El 21 de marzo de 2022, el club Alacranes de Durango consiguió igualar la marca de 29 partidos sin perder en casa, esto tras igualar a cero goles ante el Coras Fútbol Club, con ello el equipo empató la marca de los clubes Pachuca y Tigres de la UANL.
El 1 de abril de 2022 el club consiguió superar la marca que se había conseguido dos semanas antes, esto tras empatar a un gol ante los Tuzos de la Universidad Autónoma de Zacatecas, con lo que los Alacranes establecieron la nueva marca de invicto al alcanzar los treinta partidos sin conocer la derrota como local.
El récord sin perder en casa se prolongó durante 41 partidos llegando a su fin el 26 de octubre de 2022, cuando los Alacranes de Durango fueron derrotados por 0-1 ante el Club Celaya en el marco de los cuartos de final del Torneo Apertura 2022 de la Liga de Expansión MX, por lo que el equipo mantuvo su récord durante toda la temporada regular del certamen que representó su regreso al circuito de plata del fútbol mexicano.

#### Campeón de Campeones de Segunda División y ascenso a la Liga de Expansión
Por haber sido campeón del Torneo Apertura 2021, el equipo disputó el Campeón de Campeones de la Segunda División vs el Mazorqueros Fútbol Club ganando el partido de ida en el estadio Francisco Zarco 1 a 0, y en la vuelta en Ciudad Guzmán, Jalisco ganando contundente 4 a 2 logrando así su derecho para ascender a la Liga de Expansión MX. El 14 de junio de 2022 se confirmó la entrada del equipo en la Liga de Expansión tras aprobar el proceso de certificación. En su torneo de regreso a la categoría de plata de fútbol mexicano los Alacranes finalizaron en el lugar 12 de la tabla general, por lo que accedieron al repechaje, tras eliminar a Dorados de Sinaloa con un marcador de 1-3 el equipo de Durango alcanzó la liguilla del campeonato. En cuartos de final fueron eliminados por el Celaya.
Durante la estancia en la Liga de Expansión el equipo se encontraba con problemas financieros, por lo que Ciro Castillo vendió el equipo a Roberto Zermeño, empresario que había sido propietario del León durante la década de 1990. Sin embargo, el nuevo dueño del equipo no recibió el visto bueno de la Liga, por lo que las autoridades de la competencia retiraron al club de la Liga de Expansión, ya que se encontraba en calidad de invitado y no era miembro de pleno derecho de la Liga de Expansión, como consecuencia de este hecho los Alacranes regresaron a militar en la Segunda División.

## Estadio

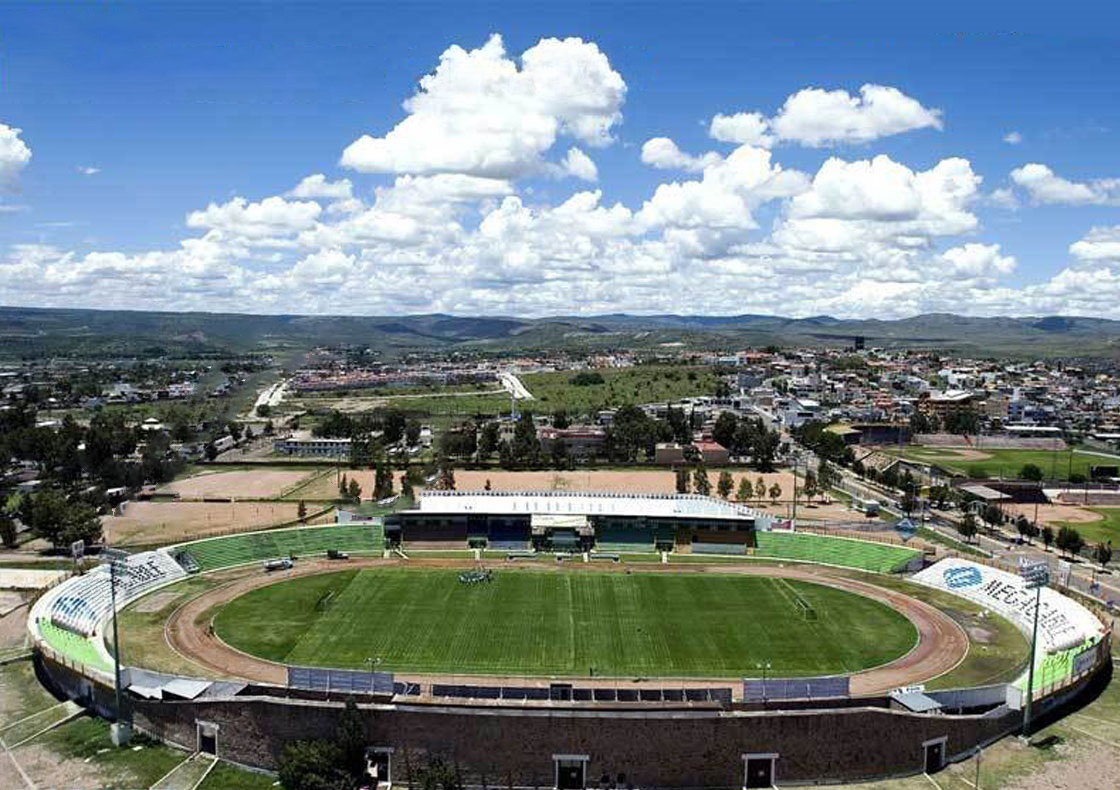
Estadio Francisco Zarco.

El Estadio Francisco Zarco es un estadio olímpico de fútbol ubicado en la ciudad de Durango, Durango, siendo construido en la Ciudad Deportiva hoy conocida como Av. Universidad, y es sede del club Alacranes de Durango de la Segunda División de México. Su capacidad es de 18,000 espectadores. Su inauguración nunca se festejó por trabajo que faltó realizarse, pero el 24 de noviembre de 1957 se realizó el primer encuentro de fútbol.
El estadio ha visto cientos de juegos y entre ellos, 3 campeonatos para los "Albiverdes":
- Final invierno 1998, Durango enfrenta a Marte donde el global fue 1-0 para Durango.

- Final del verano 1999, "El Zarco" vio como los Alacranes de Durango remontaban un global de 2-0 para coronarse bicampeones tras vencer 4-1 a Potros Zitácuaro y quedar un 4-3 final.

- Final Clausura 2013 contra el equipo de Pioneros de Cancún de la Liga de Nuevos Talentos donde los Alacranes ganarían 3-0 para después viajar a Cancún donde perderían 1-0 para coronarse campeones. Con un global de 3-1 Durango enfrentaría a los Académicos de Atlas en la final por el ascenso a la Liga Premier. Atlas le ganaría el partido por el ascenso, pero por reglamento ascendería Durango a la Liga Premier en la Segunda División de México.

- Final Apertura 2021. El conjunto de Alacranes de Durango recibía la final de ida del Torneo Apertura 2021 de la Segunda División de México donde se enfrentó al club Inter Playa del Carmen, partido que terminaría con resultado favorable para los del estado de Durango con marcador de 1-0.

## Jugadores

### Jugadores destacados
La institución de los alacranes ha tenido buenos jugadores que han portado la playera, algunos más tiempo que otros pero que aun así están en el recuerdo de la afición:
- Enrique Vizcarra
- Eder Pacheco
- Edson Zwaricz
- Jaime Correa Córdoba

## Afición

### Las Barras
El equipo ha tenido varias "Barras" que lo han apoyado pero que por ciertos motivos estas se han ido desintegrando.
En el paso por la Liga de Ascenso de México , Durango contó con el apoyo de barras como La Venenosa, Los Talibanes, La Lokura 58 y La Vicio, quienes partido tras partido se hacían notar en los encuentros en el Estadio Francisco Zarco.
Después de que la plaza de Liga de Ascenso de México fue vendida a la Femexfut, el equipo se quedó en la Liga Nuevos Talentos de la Segunda División de México y dejó de llamar la atención de mucha gente, lo que provocó la desaparición de las barras

### LBDA
La Banda Del Albiverde es el nombre de la única barra que apoya actualmente a los Alacranes en esta nueva era de jugadores.

Después de limpiar asperezas, La Vicio y La Lokura 58 deciden unirse en un solo grupo de animación, así nace La Banda Del Albiverde. Cuando el equipo de Liga de Ascenso desapareció, muchos de los integrantes de la barra ya no se sentían atraídos por ir a los juegos del equipo de la Segunda División, así que la barra desaparece momentáneamente.
Solo algunos integrantes deciden permanecer y apoyar a su equipo desde LNT (liga de nuevos talentos) en liga premier, al mando de Spencer y posteriormente tras algunos problemas con la directiva, retoma el proyecto Jaime Arreola.

### Mascota

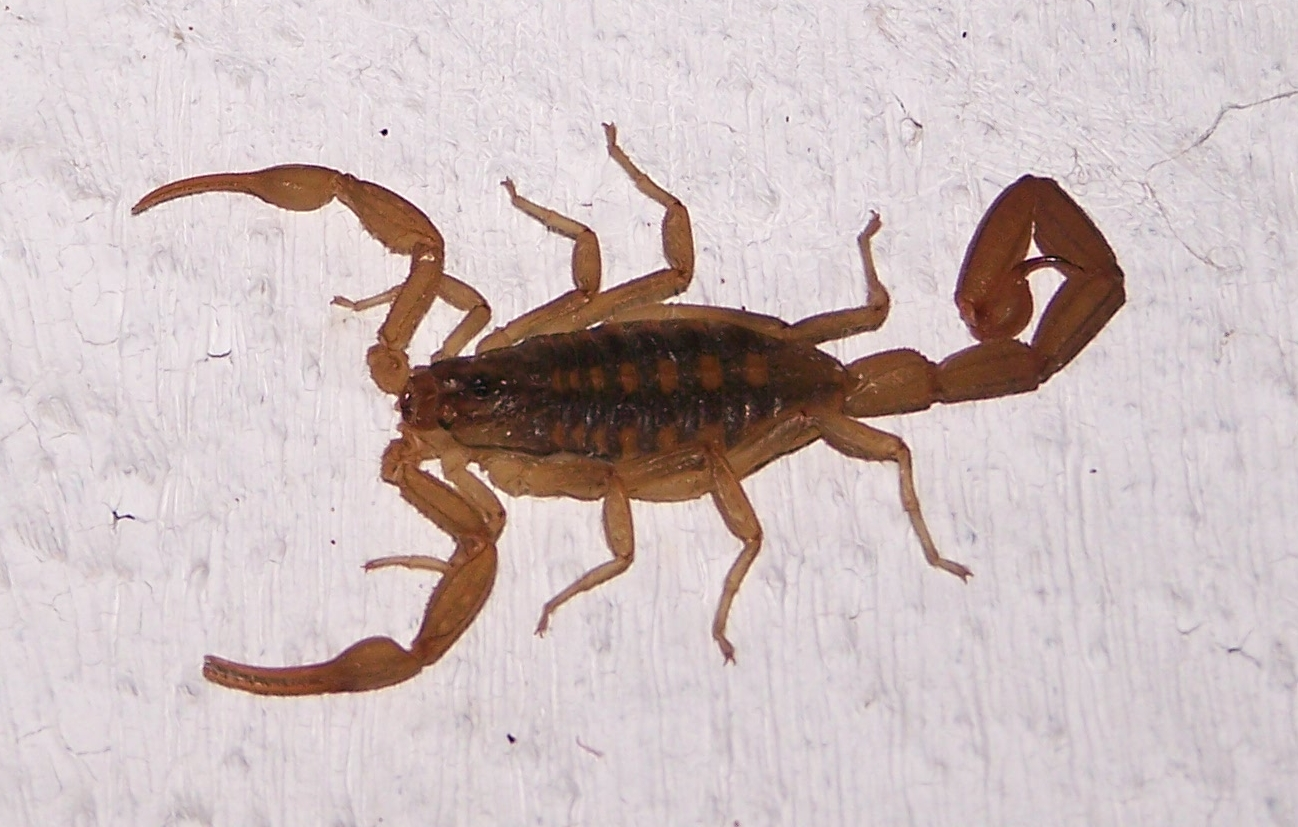
Mascota del equipo y animal representativo de la ciudad de Durango.

El alacrán es la mascota que representa al equipo ya que es el animal que caracteriza a la ciudad por su abundancia.
En particular es un Centruroides suffusus y es el tercer más venenoso alacrán de México, después de Centruroides limpidus, y Centruroides noxius.

## Marcas Patrocinadoras
- 1999-2000:  Atlética
- 2000-2002:  Eescord
- 2002-2003:  Jima
- 2003-2005:  Afta
- 2005-2006:  Joma
- 2006-2007:  Ardex
- 2007-2011:  Keuka
- 2012-2013:  Reator
- 2013-2016:  Marval
- 2016-2017:  Kappa
- 2017-2018:  Keuka
- 2018-2019:  Futbolmanía
- 2019-2022:  Silver Sports
- 2022-presente:  Keuka

## Palmarés
| Competición nacional  | Títulos                                   | Subcampeonatos                  |
| --------------------- | ----------------------------------------- | ------------------------------- |
| Segunda Serie A (3/0) | Invierno 1998, Verano 1999, Apertura 2021 |                                 |
| Ascenso Serie A (2/0) | 1998-1999, 2021/2022                      |                                 |
| Segunda Serie B (1/2) | Clausura 2013                             | Apertura 2009 , Revolución 2011 |
| Ascenso Serie B (0/1) |                                           | 2012/2013                       |

## Temporadas
| Temporada     | División            | Posición                       |
| ------------- | ------------------- | ------------------------------ |
| Apertura 2004 | 2.Ascenso MX        | 13.º                           |
| Clausura 2005 | 2.Ascenso MX        | 10.º (Cuartos)                 |
| Apertura 2005 | 2.Ascenso MX        | 9.º (Cuartos)                  |
| Clausura 2006 | 2.Ascenso MX        | 12.º                           |
| Apertura 2006 | 2.Ascenso MX        | 6.º (Cuartos)                  |
| Clausura 2007 | 2.Ascenso MX        | 20.º                           |
| Apertura 2007 | 2.Ascenso MX        | 20.º                           |
| Clausura 2008 | 2.Ascenso MX        | 3.º (Semifinal)                |
| Apertura 2008 | 2.Ascenso MX        | 13.º                           |
| Clausura 2009 | 2.Ascenso MX        | 9.º                            |
| Apertura 2009 | 2.Ascenso MX        | 12.º                           |
| Clausura 2010 | 2.Ascenso MX        | 14.º                           |
| Apertura 2010 | 2.Ascenso MX        | 3.º (Cuartos)                  |
| Clausura 2011 | 2.Ascenso MX        | 17.º Venta del Equipo          |
| Apertura 2011 | 4.Segunda LNT       | Ex Equipo B                    |
| Clausura 2012 | 4.Segunda LNT       | G2                             |
| Apertura 2012 | 4.Segunda LNT       | G2                             |
| Clausura 2013 | 4.Segunda LNT       | (Campeón)                      |
| Apertura 2013 | 3.Segunda LP        | 8.º G1                         |
| Clausura 2014 | 3.Segunda LP        | 7.º G1                         |
| Apertura 2014 | 3.Segunda LP        | 10.º G1                        |
| Clausura 2015 | 3.Segunda LP        | 13.º G1                        |
| Apertura 2015 | 3.Segunda LP        | 12.º G1                        |
| Clausura 2016 | 3.Segunda LP        | 12.º G1                        |
| Apertura 2016 | 3.Segunda LP        | 8.º G1                         |
| Clausura 2017 | 3.Segunda LP        | 15.º Grupo I                   |
| Apertura 2017 | 3.Segunda Serie A   | 18.º Grupo I                   |
| Clausura 2018 | 3.Segunda Serie A   | 4.º Grupo I (Cuartos de final) |
| 2018/2019     | 3.Segunda Serie A   | 14.º Grupo I                   |
| 2019/2020     | 3.Segunda Serie A   | 5.º Grupo I                    |
| 2020/2021     | 3.Segunda Serie A   | 1.º Grupo I (Semifinales)      |
| Apertura 2021 | 3.Segunda Serie A   | Campeón.                       |
| Clausura 2022 | 3.Segunda Serie A   | 3.º Grupo I (Cuartos)          |
| Apertura 2022 | 2.Liga Expansión MX | 12.º (Cuartos)                 |
| Clausura 2023 | 2.Liga Expansión MX | 16.º                           |
| 2023/2024     | 3.Segunda Serie A   | 2.º Grupo I (Final de grupo)   |
| Apertura 2024 | 3.Segunda Serie A   | 3.º Grupo I (Semifinales)      |
| Clausura 2025 | 3.Segunda Serie A   | 3.º Grupo I (Cuartos)          |

## Alacranes "B"
| Temporada | División           | Posición       |
| --------- | ------------------ | -------------- |
| 2017/2018 | 5.Tercera División | 7.º Grupo XIII |
| 2018/2019 | 5.Tercera División | 11.º Grupo IX  |
| 2019/2020 | 5.Tercera División | 9.º Grupo IX   |
| 2020/2021 | 5.Tercera División | 11.º Grupo IX  |
| 2021/2022 | 5.Tercera División | 8.º Grupo XI   |